# البيض الأسترالي
شركة البيض الأسترالية ( AE ) هي المسوّق الرئيسي للبيض في أستراليا. وهي شركة مملوكة للمنتجين، وتمثل حوالي 400 منتج تجاري للبيض، ومقرها سيدني . تشمل أنشطة شركة البيض الأسترالية التسويق ، والبحث والتطوير ، وخدمات السياسات. ووفقًا لموقعها الإلكتروني، تُنظّم الشركة حملات توعية عامة حول رعاية الحيوان ، والتغذية ، وتطوير اللقاحات . ومع ذلك، فقد تعرّضت لانتقادات من منظمات رعاية الحيوان لاستخدامها هذه المصطلحات لأغراض ترويجية. وترتبط الشركة باللجنة الدولية للبيض (IEC).
تم إنشاء الشركة بموجب قانون صادر عن البرلمان الفيدرالي الإسترالي في عام 2002 كسلطة قانونية لتحل محل مؤسسة البحث والتطوير للصناعات الريفية ، باعتبارها الهيئة الرئيسية للبيض في البلاد.
في سبتمبر 2004، استضافت الشركة المؤتمر السنوي للجنة الدولية للبيض (IEC) في سيدني. وحصلت على أرفع جوائز الهيئة الدولية، وهي جائزة البيضة الذهبية. وفي ليلة العرض نفسها، صنفت لجنة تحكيم دولية صناعة البيض الأسترالية كأفضل صناعة في العالم. 
في يوليو 2005، قامت الشركة بتمويل رحلة لبريان سبوتس من كولورادو، لتحطيم الرقم القياسي العالمي في وضع البيض واقفًا على نهايته. 
في عام 2013، قدمت منظمة حقوق المستهلك Choice شكوى كبيرة ضد AE بعد أن اقترحت تغيير تعريف البيض الحر في أستراليا من 2000 دجاجة لكل هكتار إلى 10000 دجاجة لكل هكتار. في عام 2014، غُرِّمت AE بمبلغ 30000 دولار أمريكي لتزييفها نقصًا في البيض أثناء العرض الزائد لتعزيز أرباحها.

## روابط خارجية
- البيض الأسترالي
- المكتبة البرلمانية :تأسيس الشركة
- اللجنة الدولية للبيض
- مقالة حول الفائز بالرقم القياسي العالمي في موازنة البيض، وهو مشروع ممول من قبل AECL